# Erika Eleniaková
Erika Eleniaková (* 29. září 1969 Glendale, Kalifornie) je americká herečka, modelka a pro červenec 1989 playmate Playboye, známá rolí záchranářky Shauny McClainové v televizním seriálu Pobřežní hlídka a z filmů Přepadení v Pacifiku a Burani z Beverly Hills.

## Biografie
Narodila se v kalifornském městě Glendale jako nejstarší z pěti potomků, čtyř dcer a jednoho syna. Otec narozený v kanadském Edmontonu má ukrajinské kořeny. Matka estonský a rakouský původ. Rodiče se rozvedli. Během 70. let ji otec uvedl do světa modelingu a televize prostřednictvím své přítelkyně, která ji obsadila do televizních reklamních spotů na dětské oblečení. Debutovou filmovou rolí se stala v roce 1982 vedlejší postava dívky políbené v učebně Elliottem ve sci-fi E.T. – Mimozemšťan.
Navštěvovala střední školu Robert Fulton Junior High ve Van Nuys a maturovala na Van Nuys High School. Během tohoto období se stala pravidelnou konzumentkou alkoholu a drog. V roce 1988 nastoupila odvykací léčbu v kruhu Anonymních alkoholiků.
Nejvýraznější roli získala rok poté, když byla obsazena do seriálu Pobřežní hlídka jako záchranářka Shauni McClainová (dabing: v první sérii Zuzana Slavíková, poté Jana Musilová), kterou hrála necelé první tři sezóny (1989–1992). Posledním dílem, ve kterém se objevila, je druhá epizoda třetí řady. Poté ji nahradila Pamela Anderson.

## Reality show
V roce 2005 se zúčastnila druhé řady televizní reality show The Real Gilligan's Island.
V životě několikrát zaznamenala problémy s váhou. Pro poruchu příjmu potravy dospěla do stavu podváhy a byla také hospitalizována pro předávkování laxativy. Do roku 2006 trpěla naopak nadváhou a v důsledku toho přijala účast ve čtvrté sezóně další reality show na stanici VH1 Celebrity Fit Club, kde soupeřily dva týmy celebrit o větší váhový úbytek. Během pořadu shodila 10,5 kilogramu.

## Soukromý život
Byla vdaná za Philipa Gogliu, manželství ovšem skončilo rozvodem. Po roce 2001 navázala vztah s Rochem Daiglem, za kterým se přestěhovala do Calgary. Roku 2005 poprvé otěhotněla s následnou diagnózou mimoděložního těhotenství a nutností chirurgického zákroku odstranění plodu. Z další gravidity porodila v lednu 2006 dceru Indyannu.

## Herecká filmografie
| Rok  | Film                                     | Poznámka                                                 |
| ---- | ---------------------------------------- | -------------------------------------------------------- |
| 1982 | E.T. – Mimozemšťan                       |                                                          |
| 1988 | Broken Angel                             | TV film                                                  |
| 1988 | Sliz                                     | dabing: Miriam Chytilová                                 |
| 1990 | Daughter of the Streets                  | TV film                                                  |
| 1992 | Přepadení v Pacifiku                     | dabing: René Slováčková (ČT) dabing: Eva Spoustová (VHS) |
| 1993 | Burani z Beverly Hills                   | dabing: Hana Krtičková                                   |
| 1994 | Námořní policie                          | dabing: Lucie Benešová                                   |
| 1995 | Girl in the Cadillac                     |                                                          |
| 1995 | Výbušná Lovestory                        | dabing: Sabina Laurinová                                 |
| 1996 | Povídky ze záhrobí: Upíří nevěstinec     | dabing: Kamila Špráchalová                               |
| 1997 | 87. revír:Vlna veder                     | TV film                                                  |
| 1998 | V zajetí                                 |                                                          |
| 1998 | One Hot Summer Night                     | TV film                                                  |
| 1998 | Návrat elitního agenta                   |                                                          |
| 1998 | Charades                                 |                                                          |
| 1999 | Neviditelná smrt                         |                                                          |
| 1999 | Poslední plavba                          | dabing: Regina Řandová                                   |
| 1999 | Následky otřesu: Zemětřesení v New Yorku | TV film                                                  |
| 2000 | Protivník                                |                                                          |
| 2001 | Vegas, City of Dreams                    |                                                          |
| 2001 | Ve sněžné pasti                          | dabing: Jana Mařasová                                    |
| 2002 | Second to Die                            |                                                          |
| 2002 | Skleněná past                            | TV film                                                  |
| 2002 | Budu pořád s tebou                       | TV film                                                  |
| 2002 | Shakedown                                | video film                                               |
| 2003 | Betrayal                                 |                                                          |
| 2003 | Únos mé sestry                           |                                                          |
| 2004 | Caught in the Headlights                 |                                                          |
| 2004 | Dokonalá paměť                           | dabing: Jana Páleníčková                                 |
| 2004 | Smrtící lekce                            | TV film                                                  |
| 2004 | Dracula 3000                             | TV film, dabing: Hana Krtičková                          |
| 2005 | Absolutní nula                           | TV film                                                  |
| 2005 | Osudné shledání                          | video film, dabing: Lucie Benešová                       |
| 2009 | Imps*                                    |                                                          |
| 2009 | Just a Story                             |                                                          |
| 2010 | Zoufalé manželky                         |                                                          |